# Pälden Gyatso

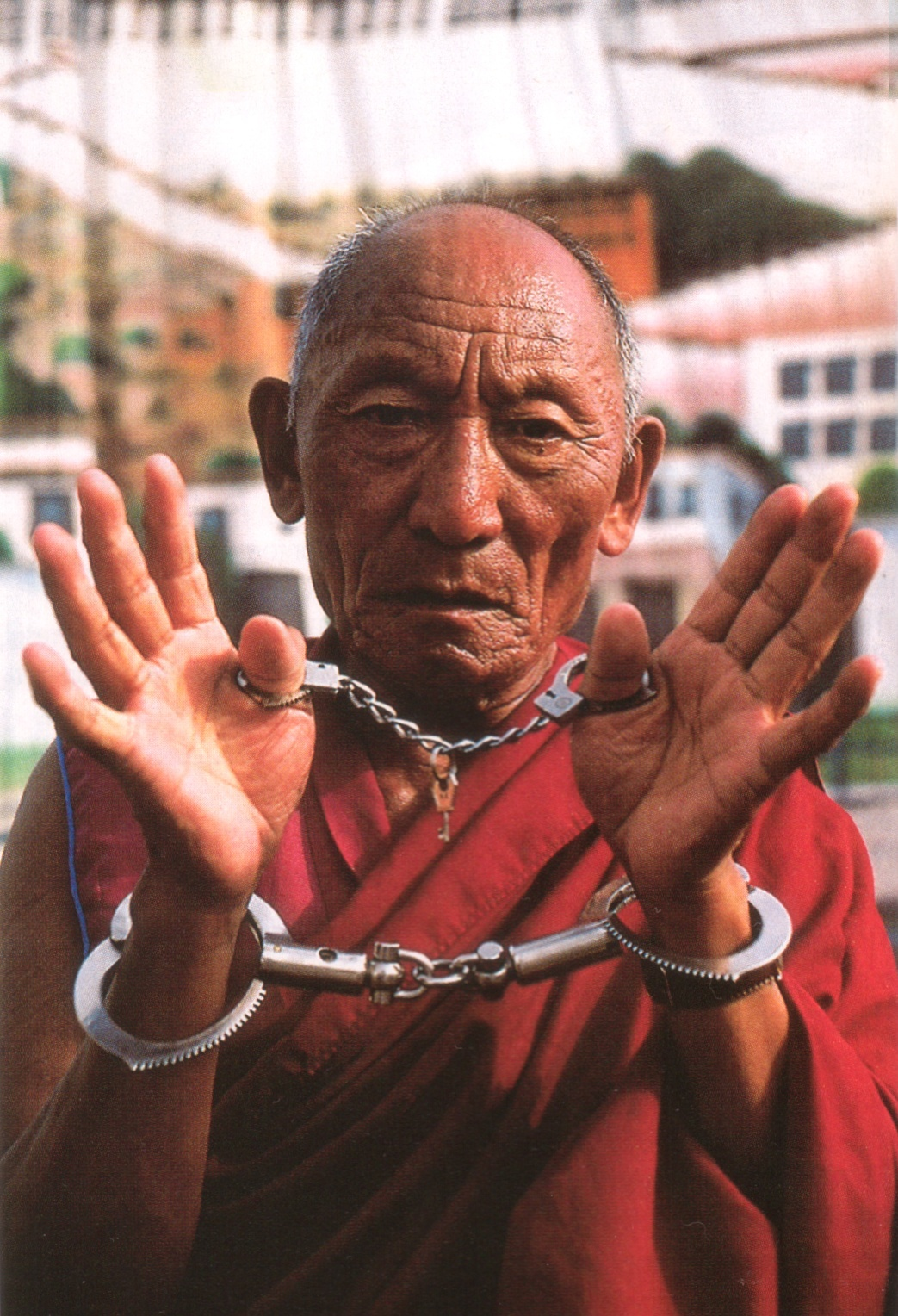
Pälden Gyatso, 2000, Frankrijk

Pälden Gyatso (Panam, 1933 – Dharamsala, 30 november 2018) was een Tibetaans boeddhistische monnik.
Tijdens de invasie van Tibet door het maoïstische Volksbevrijdingsleger (1950-51) werd hij gearresteerd omdat hij meedeed aan de protesten. Na in totaal een straf van 33 jaar in de gevangenis en werkkampen werd hij weer vrijgelaten. In 1992 vluchtte hij de grens over naar Dharamsala in Noord-India.

## Jeugd
Gyatso werd geboren in Panam, een dorpje tussen Gyantse en Shigatse. In 1943 trad hij toe tot het klooster Gadong. Begin jaren '50 ontving hij zijn volledige inwijding als monnik in de gelugtraditie en vertrok hij naar het klooster Drepung bij Lhasa voor verdere studie.

## Gevangenschap
Naar aanleiding van zijn protesten tijdens de opstand in Tibet van 1959 werd hij gearresteerd door de Chinese autoriteiten en kreeg hij een gevangenisstraf van zeven jaar opgelegd. In 1962 wist hij te ontsnappen, maar hij werd opnieuw opgepakt bij de grens met India. Door deze vlucht werd zijn gevangenisstraf verlengd met nog eens acht jaar en duurde het twee jaar voordat zijn voetboeien weer werden afgedaan.
In 1975 zou hij vrijgelaten worden, maar in plaats daarvan werd hij naar een zogenoemde laogai gebracht in de buurt van Lhasa, een werkkamp voor maoïstische heropvoeding door werk. In 1979 wist hij te ontsnappen en hij werd hij opgepakt toen hij posters ophing, die opriepen voor Tibetaanse onafhankelijkheid. Hierna werd hij veroordeeld voor negen jaar gevangenisstraf, vanwege contrarevolutionaire activiteiten. In 1990 werd hij overgebracht naar de gevangenis van Drapchi.
Hij zat in totaal 33 jaar lang vast in verschillende gevangenissen en werkkampen. Gedurende 24 jaar van deze tijd kreeg zijn familie geen toestemming om hem te bezoeken.

## Marteling
Tijdens verhoren werd hij gemarteld, onder meer door slagen met stokken waarin aan de uiteinden spijkers waren geslagen. Tijdens zijn eerste twee jaar in gevangenschap, werden zijn handen op zijn rug vastgebonden. Na zijn ontsnappingspoging werd hij met aan zijn armen aan het plafond gehangen.
In een interview aan The New York Times in 1995 vertelde Gyatso, dat ze een juk kregen omgelegd waarmee ze het land als dieren moesten ploegen. Wanneer ze moe werden, werden ze geslagen en van achteren getrapt. In de winter werden hij en medegevangenen blootgesteld aan de koude wind, terwijl er water over hen heen werd gegooid. In de zomer werd vuur aangestoken onder de voeten van hangende gevangenen.
Omdat er altijd te weinig eten was, stalen ze voedsel uit de varkenshokken om toch aan voedsel te komen. Verder kauwden ze op botten van dode dieren en aten ze muizen, wormen en gras.
Ook in de Drapchi-gevangenis werd hij gemarteld, onder meer door stokslagen. Maar ook werden hem elektroshocks toegediend, waarna hij in een geval in elkaar zakte in zijn eigen uitwerpselen en bloed.

## Vrijlating
In 1992 werd hij vrijgelaten. Dertien dagen na zijn vrijlating, vluchtte hij uit Tibet door de grens met Nepal over te steken. Daarna reisde hij door naar Dharamsala in India, waar zich een grote gemeenschap Tibetaanse ballingen bevindt. Hier schreef hij zijn biografie Fire Under The Snow in het Tibetaans, dat in verschillende talen werd vertaald en in 2008 werd verfilmd.
Sindsdien wijdde hij zijn leven, naast het monnikenleven, aan het informeren van het Westen over wat hij heeft meegemaakt tijdens zijn gevangenschap. In 1995 werd hij gehoord door de Mensenrechtenraad van de Verenigde Naties in Genève. Hetzelfde jaar vertelde hij zijn verhaal aan een subcommissie van het Amerikaanse Huis van Afgevaardigden.
Tijdens de verschillende Tibetan Freedom Concerten sprak hij het publiek toe in San Francisco (1996), New York (1997), Washington (1998) en Tokio (2001).